# Pheidole borgmeieri
Pheidole borgmeieri är en myrart som beskrevs av Kempf 1972. Pheidole borgmeieri ingår i släktet Pheidole och familjen myror. Inga underarter finns listade i Catalogue of Life.